# Frontopsylla scalonae
Frontopsylla scalonae är en loppart som beskrevs av Kotti 1992. Frontopsylla scalonae ingår i släktet Frontopsylla och familjen smågnagarloppor. Inga underarter finns listade i Catalogue of Life.